# Abraham Meister
Abraham Meister (* 21. Dezember 1901 in Ronsdorf; † 16. November 1990 in Wuppertal) war ein deutscher evangelischer Theologe evangelikaler Prägung, Dozent an Bibelseminaren und Bibelübersetzer. Seine Übersetzung des Neuen Testaments erschien 1989 in einer Hexapla. 

## Leben
Meister wurde in Ronsdorf, das heute zu Wuppertal gehört, als Sohn eines jüdischen Vaters und einer christlichen Mutter geboren. Bis 1916 besuchte er die Volksschule, danach musste er als Schleifer unter gefährlichen Arbeitsbedingungen, in großer Armut und in trostloser Umgebung arbeiten. 
In seiner freien Zeit las er über hundertmal die Bibel und studierte sie gründlich. Autodidaktisch erlernte er die biblischen Grundsprachen Hebräisch und Griechisch. 
In der Zeit des Nationalsozialismus lebte Meister in ständiger Unsicherheit, weil er zwar einer sogenannten privilegierten Mischehe entstammte, aber sein Status als „Jüdischer Mischling“ keinen zuverlässigen Schutz vor Diskriminierung und Verfolgung bot. Die Wehrmacht gewährte ihm während 20 Monaten „Schutzasyl“. Im letzten Jahr des Zweiten Weltkrieges diente er als Prediger bei der Bekennenden Kirche. 
1948 holte er das Abitur beim Kultusministerium in Düsseldorf nach, anschließend studierte er vier Jahre evangelische Theologie an der Universität Münster.

## Wirken
Meister arbeitete am Lukasevangelium der Wuppertaler Studienbibel mit und schrieb in der Lutherbibel erklärt den Kommentar zum 2. Buch Mose. Er war Mitautor von Fritz Rieneckers Lexikon zur Bibel.
Er dozierte Exegese des Alten und Neuen Testaments am Wuppertaler Bibelseminar und war auch als Dozent an der Bibelschule in Breckerfeld tätig.
Er war Mitarbeiter der Zeitschrift Bibel und Gemeinde des Bibelbundes; seine Themen waren Judentum, Textfragen, Dogmengeschichte und Dogmatik. Er übersetzte die ganze Bibel ins Deutsche, wovon aber nur das Neue Testament in einer Hexapla herauskam. Er verfasste über 40.000 biblische Studien, exegetische Kommentare zu fast allen biblischen Büchern, eine vollständige Systematik, zahlreiche Predigtentwürfe und einige kirchengeschichtliche Biographien, wie zu Ignatius von Antiochien, Augustinus, Johannes Chrysostomos, Theodor von Mopsuestia, Thomas von Aquin, Savonarola, Martin Bucer und Johann von Staupitz.

## Werke
- Biblische Namen. R. Brockhaus, Wuppertal 1958.
- Biblisches Namenlexikon. Mitternachtsruf, Pfäffikon ZH 1970 (Neuauflage 1984. ISBN 3-85810-086-2; weitere Neuauflage 2004. ISBN 978-3-85810-086-3).
- Namen des Ewigen. Mitternachtsruf, Pfäffikon ZH 1973 (Neuauflage 2007. ISBN 978-3-85810-092-4).
- Biblische Namen. Kurz erklärt. Band 10, in: Bibel, Kirche, Gemeinde (bkg). Christliche Verlagsanstalt, Konstanz 1975. ISBN 3-7673-7610-5. (Neuauflage: Aussaat, Neukirchen 1995. ISBN 978-3-7615-5002-1).
- Namen und Charakterzüge der Erlösten des Herrn. Ein Lexikon mit 8 Exkursen. Verlag und Schriftenmission der Evangelischen Gesellschaft, Wuppertal-Elberfeld 1977. ISBN 3-87857-144-3.
- Hexapla. Das Neue Testament. Sechs Bibel-Übersetzungen in einer Übersicht: Abraham Meister – Martin Luther (Text von 1912) – Franz Eugen Schlachter – Revidierte Elberfelder Übersetzung – Hermann Menge – Ludwig Albrecht. Mitternachtsruf, Pfäffikon ZH 1989. ISBN 978-3-85810-152-5.